# Ute Gebhardt
Ute Gebhardt (* 1963 in Erfurt) ist eine deutsche Fernsehjournalistin, Regisseurin und Autorin. Sie schuf zahlreiche Fernsehreportagen und -dokumentationen.

## Leben
Gebhardt studierte Pädagogik an der Pädagogischen Hochschule Erfurt und schloss 1987 mit dem Diplom ab. Danach absolvierte sie ein Forschungsstudium der Literaturwissenschaft und wurde 1990 promoviert. Ihre Dissertation A beschäftigte sich mit dem Thema Tagebücher von Schriftstellern : Möglichkeiten des Genres im Literaturprozess der DDR. Danach war sie drei Jahre als Wissenschaftliche Mitarbeiterin an der Pädagogischen Hochschule tätig, wobei sie ein Habilitationsstipendium des Landes Thüringen bezog.
1992 begann Gebhardt als freie Mitarbeiterin für den MDR zu arbeiten, vier Jahre später als freie Fernsehjournalistin für MDR, ARD, und arte. Sie zeichnete außerdem zwischen 1997 und 2001 regelmäßig für Reportagen und Porträts des ORF-Kulturmagazins Treffpunkt Kultur verantwortlich. Sie war unter anderem Regisseurin und Autorin des dritten Teils der Doku-Reihe Damals in der DDR, für die Karsten Laske  und Gunnar Dedio 2005 mit dem Adolf-Grimme-Preis ausgezeichnet wurden.
1996 zog Gebhardt von Erfurt nach Wien bzw. laut anderen Quellen ins nahe gelegene Weidling. Sie ist verheiratet und Mutter eines erwachsenen Sohns.

## Auszeichnungen
- 1995: Deutscher Preis für Denkmalschutz, Kategorie Journalistenpreis[3]
- 2006: Thüringer Journalistenpreis[4]

## Filmografie
- 1994: Mönche, Hexen und Chirurgen. Vom Hospital zum Krankenhaus (MDR)
- 1995: Kathedralen des Industriezeitalters (MDR)
- 1995: Hermann Brill. Ein Leben gegen Diktatur (MDR)
- 1995: Powerfrauen hinter Klostermauern. Ordensfrauen in der Ex-DDR (MDR)
- 1995: Ein Sieg aus Stein. Buchenwald und die DDR (MDR)
- 1996: Sterben und leben lassen. Grenzfall Organtransplantation (MDR)
- 1997: Mythos Ilse Koch. Auf den Spuren einer Täterin (MDR)
- 1998: Schätze der Welt: Hallstatt. 3000 Jahre Salz (ORF, SWR)
- 1999: Schätze der Welt: Semmering. Die Bahn und der Zauberberg (ORF, SWR)
- 2000: Die Klinik der Schamanen (GEO/arte)
- 2000: Der letzte Märchenwald (GEO/arte)
- 2001: Sadhus. Heilige Aussteiger (GEO/arte)
- 2001: Die letzten Nixen (GEO/arte)
- 2001: Geschichte Mitteldeutschlands: Mauern, Märkte, Metropolen – Glanz und Elend der Städte (MDR)
- 2002: Legenden: Reinhold Messner (ARD)
- 2002: Famadihana: Party für eine Leiche (GEO/arte)
- 2003: Forschung am seidenen Faden. Wettlauf um die Spinnenseide (MDR)
- 2003: Bitteres Salz. Bischofferode 10 Jahre danach (MDR)
- 2003: Erzogen oder Verbogen? Kinderbetreuung in der DDR (arte)
- 2004: Damals in der DDR, Teil 3: Plan und Pleite (ARD)
- 2004: Straßenkreuze. Wenn junge Menschen in den Tod fahren (MDR)
- 2004: Das Mysterium der sibirischen Mumie (GEO/arte)
- 2005: Klassik Stiftung Weimar. Ein Zustand (MDR)
- 2005: Die Kinder von Buchenwald (MDR)
- 2006: Mozart. Eine Spurensuche (ORF/arte)
- 2006: Die Rückkehr der Lämmer (MDR)
- 2007: Wenn Mutti früh zur Arbeit geht – Kinderbetreuung in der DDR
- 2007: Weimar und die Weimaraner (MDR)
- 2007: Die Helmer&Fellner-Story – Die Stars des europäischen Theaterbaus (ORF)
- 2007: Die Heilige Radikale. Elisabeth von Thüringen (MDR)
- 2008: Schöner als ein Aff (ORF)
- 2008: Der Friedrich-Schiller-Code (MDR)
- 2008: Die Theaterbauer Helmer und Fellner – Räume für Träume (NDR, Wega Film)
- 2009: Schillers Schädel-Schicksal (MDR)
- 2010: Europas Urwälder (arte)
- 2011: Austrias forgotten Visionary (ORF, Wega Film)
- 2012: Die Spur der Schätze: Die Schwedenkiste der Illuminaten (UNESCO-Reihe)
- 2013: Die Spur der Schätze: Der Sessel des KZ-Kommandanten (UNESCO-Reihe)
- 2013: Welpenalarm im Forsthaus (MDR)
- 2013: Universum: Jagdkumpane – Wie der Hund auf den Menschen kam (ORF)